# Brachycyrtus nawaii
Brachycyrtus nawaii är en stekelart som först beskrevs av William Harris Ashmead 1906.  Brachycyrtus nawaii ingår i släktet Brachycyrtus och familjen brokparasitsteklar. Inga underarter finns listade.